# Sportåret 1828

## Händelser

### Boxning

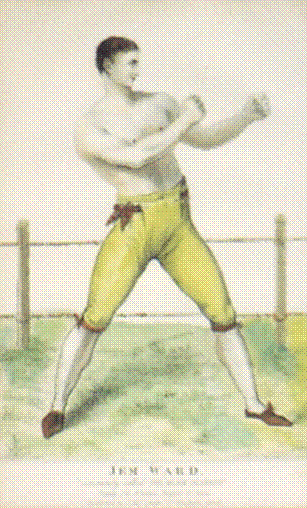
Jem Ward.

- 5 februari – James Burke möter Ned Murphy i Whetstone. Matchen varar i 50 minuter över 50 ronder och slutar oavgjord.[1]

- 27 maj – Jem Ward besegrar Jack Carter i Shepperton Range och försvarar därmed sin engelska mästerskapstitel i tungvikt. Matchen varar i 32 minuter över 17 ronder.[2]

- 29 juli – James Burke besegrar George Murray i England. Matchen varar i 45 minuter.[1]

- 14 augusti – James Burke besegrar Thomas Hands i Old Oak Common. Matchen varar i 17 minuter över tio ronder.[1]

- 20 augusti – James Burke besegrar Young Sambo i Old Oak Common. Matchen varar i 33 minuter över 15 ronder.[1]

### Cricket
- Okänt datum – Kent CCC vinner County Championship (en inofficiell titel fram till 1890, då de första officiella mästarna koras).